# 6977 Jaucourt
6977 Jaucourt (1993 OZ4) là một tiểu hành tinh vành đai chính được phát hiện ngày 20 tháng 7 năm 1993 bởi E. W. Elst ở La Silla.